# علام (المسيمير)

تعديل مصدري - تعديل

علام هي إحدى قرى الجمهوريةاليمنيه تابعه ادارياً لمديرية المسيمير وجغرافياً لمحافظة لحج، بلغ تعداد سكانها 112 نسمة حسب تعداد اليمن لعام 2004.